# Son of a Preacher Man
Son of a Preacher Man ist ein im November 1968 veröffentlichtes Lied von Dusty Springfield und eine Singleauskopplung ihres im Januar 1969 erschienenen fünften Studioalbums Dusty in Memphis. Der von John Hurley und Ronnie Wilkins geschriebene Song konnte sich weltweit in den Charts platzieren und gilt als eines der bekanntesten Stücke Dusty Springfields. 1995 wurde Son of a Preacher Man erneut als Single veröffentlicht.

## Entstehung
1967 wurde das Songwriter-Duo John Hurley und Ronnie Wilkins bei einem Aufenthalt in Muscle Shoals (Alabama) von Jerry Wexler mit einem Song für Aretha Franklin beauftragt. In Anlehnung an Franklins Vater, den Baptistenprediger C. L. Franklin, entstand daraufhin Son of a Preacher Man. Tatsächlich nahm Aretha Franklin das Lied auch auf. Wexler war jedoch der Ansicht, dass der Song nicht zu Franklins Repertoire passen würde und bot ihn daraufhin Dusty Springfield für ihr Album Dusty in Memphis an. Die Aufnahme erfolgte im September 1968 in den American Studios in Memphis.
Auch nach Springfields Charterfolgen blieb Aretha Franklins Version zunächst unveröffentlicht. Stattdessen sang ihre ältere Schwester Erma Franklin das Lied 1969 für ihr Album Soul Sister ein. Erst auf dem 1970 erschienenen Album This Girl’s in Love with You wurde Aretha Franklins Fassung des Songs der Öffentlichkeit präsentiert.

## Kritiken
Son of a Preacher Man wurde von Kritikern vorwiegend positiv aufgenommen und hat sich in den Jahren seit seiner Veröffentlichung zu einem Kulthit entwickelt. So wurde das Lied von mehreren Musikfachzeitschriften in verschiedene Bestenlisten aufgenommen. Unter anderem wählte das New Musical Express den Song auf Platz 43 der Greatest Singles of All Time. 2004 stand es auf der Liste der 500 besten Songs aller Zeiten des Rolling Stone auf Rang 242.

## Kommerzieller Erfolg

### Chartplatzierungen
Son of a Preacher Man erreichte weltweit hohe Chartplatzierungen. Top-Ten-Platzierungen erlangte das Lied unter anderem in den Vereinigten Staaten (Platz 10 der Billboard-Charts), Australien (Platz 6), der Schweiz (Platz 3), Österreich (Platz 10), den Niederlanden (Platz 4) sowie in Großbritannien (Platz 9). Durch eine erneute Veröffentlichung als Single konnte sich Son of a Preacher Man 1995 in den isländischen Charts sogar als Nummer 1 platzieren.
| ChartsChartplatzierungen       | Höchstplatzierung | Wochen/ Monate |
| ------------------------------ | ----------------- | -------------- |
| Deutschland (GfK)              | 38 (½ Mt.)        | ½ Mt.          |
| Österreich (Ö3)                | 10 (3 Mt.)        | 3 Mt.          |
| Schweiz (IFPI)                 | 3 (12 Wo.)        | 12 Wo.         |
| Vereinigte Staaten (Billboard) | 10 (12 Wo.)       | 12 Wo.         |
| Vereinigtes Königreich (OCC)   | 9 (14 Wo.)        | 14 Wo.         |

### Auszeichnungen für Musikverkäufe
| Land/Region                  | Auszeichnungen für Musikverkäufe (Land/Region, Auszeichnung, Verkäufe) | Verkäufe  |
| ---------------------------- | ---------------------------------------------------------------------- | --------- |
| Dänemark (IFPI)              | Platin                                                                 | 90.000    |
| Deutschland (BVMI)           | Gold                                                                   | 300.000   |
| Italien (FIMI)               | Gold                                                                   | 25.000    |
| Neuseeland (RMNZ)            | 3× Platin                                                              | 90.000    |
| Spanien (Promusicae)         | Platin                                                                 | 60.000    |
| Vereinigtes Königreich (BPI) | 2× Platin                                                              | 1.200.000 |
| Insgesamt                    | 2× Gold · 7× Platin ·                                                  | 1.765.000 |

## Coverversionen und Verwendung in der Popkultur
1994 fand Son of a Preacher Man prominente Verwendung in einer Szene in Quentin Tarantinos Pulp Fiction. Der Soundtrack zum Film erreichte Platz 21 der US-Albumcharts und wurde mehr als zwei Millionen Mal verkauft. Auch im Film Enron: The Smartest Guys in the Room und in einer Folge der US-Fernsehserie Das Büro fand das Lied Verwendung. Im Videospiel Mafia III kann Son of a Preacher Man in einem der Radiosender gehört werden.
Der Song Hits from the Bong der Rap-Gruppe Cypress Hill vom 1993 veröffentlichten Album Black Sunday enthält Samples von Son of a Preacher Man, die vor allem zu Beginn des Liedes deutlich zu hören sind.
Seit seiner Veröffentlichung wurde Son of a Preacher Man mehrfach gecovert. So veröffentlichte die deutsche Musikerin Sarah Connor 2007 eine Version des Liedes. Eine Version auf Walliserdeutsch Där Sohn vom Pfarrer sang 1994 die Schweizer Sängerin Sina. Auch eine bayerische Version gab es. Der Song vom Hilfsarbeiter wurde 1971 von Lisa Fitz unter dem Pseudonym Lisa Bauer veröffentlicht. Uschi Brüning sang 2015 vom Sohn meiner Nachbarin (Text von Gerulf Pannach).